# بريندون باتسون
بريندون باتسون (بالإنجليزية: Brendon Batson)‏ هو لاعب كرة قدم بريطاني، ولد في 1 فبراير 1953 في سانت جورجز في غرينادا. شارك مع منتخب إنجلترا لكرة القدم الرديف. أما مع النوادي، فقد لعب مع كامبريدج يونايتد ونادي أرسنال ووست بروميتش ألبيون.